# Floribundaria schenckii
Floribundaria schenckii är en bladmossart som beskrevs av Jules Cardot 1913. Floribundaria schenckii ingår i släktet Floribundaria och familjen Meteoriaceae. Inga underarter finns listade i Catalogue of Life.